# Silvia Götschi

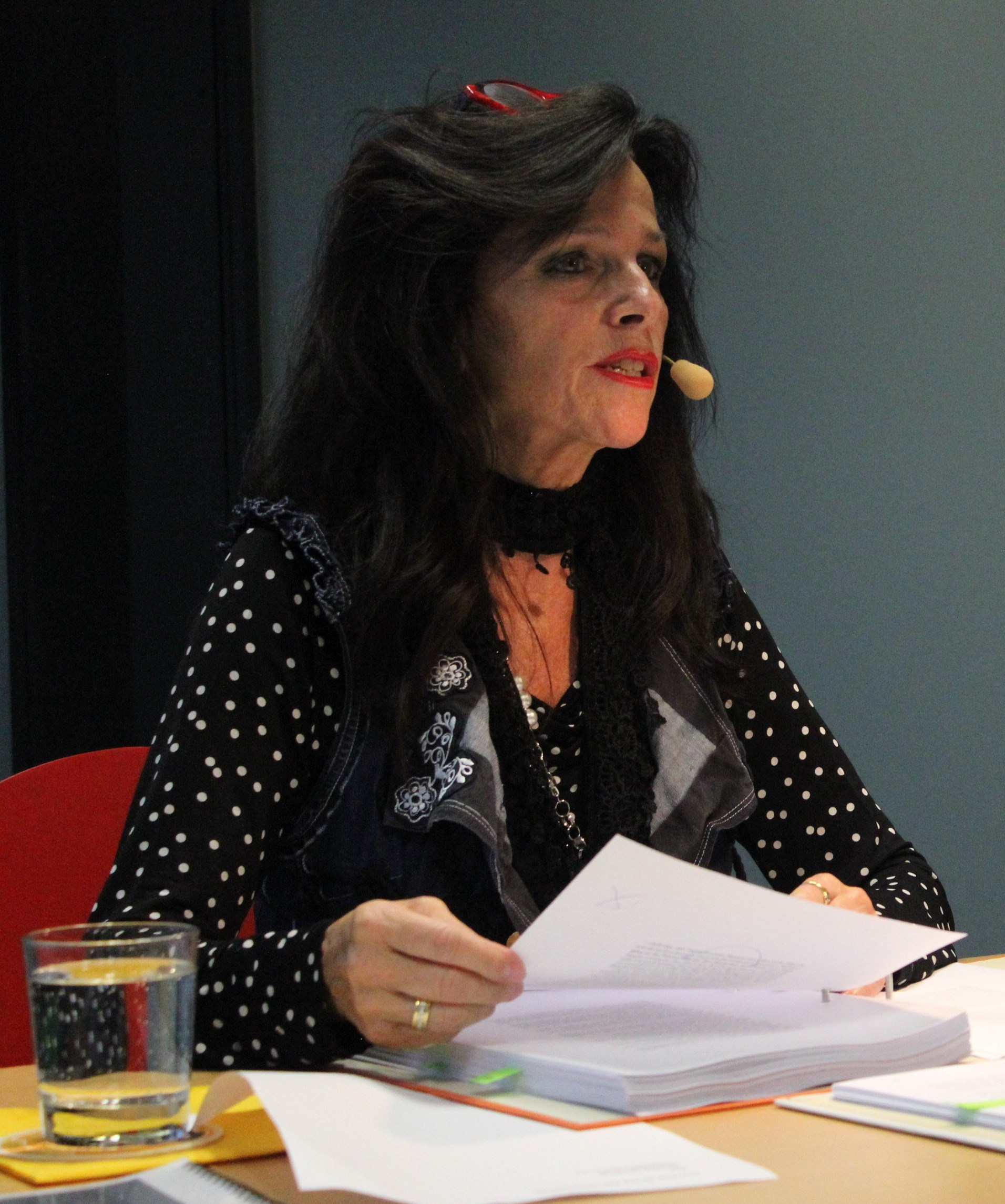
Silvia Götschi (2013)

Silvia Maria Götschi (* 20. März 1958 in Stans) ist eine Schweizer Schriftstellerin.

## Leben
Götschi ist die Tochter einer Schweizerin und eines Schweizer Architekten und Kunstmalers. Sie lebte unter anderem in Kriens, Luzern und Martigny. Sie schloss die Kaufmännische Berufsschule ab, bevor sie 1979 nach Davos zog. Dort arbeitete sie in der Hotellerie und gründete 1984 ihre Familie.
Nach ihrem ersten Kriminalroman Mord im Parkhotel, der im von ihr gegründeten und geleiteten Verlag Literaturwerkstatt veröffentlicht wurde, schrieb sie vier Krimis über die Fälle des Luzerner Ermittlers Thomas Kramer. Im Juli 2013 nahm sie der deutsche Emons Verlag unter Vertrag. 2014 startete sie eine Serie von Kriminalromanen mit der Davoser Jura-Studentin Allegra Cadisch, 2015 eine weitere mit der Schwyzer Polizistin Valérie Lehmann als Protagonistin. 2018 erschien mit Bürgenstock ein erster Krimi um den Privatdetektiv Max von Wirth.
Silvia Götschi ist verheiratet und hat drei Söhne und zwei Töchter. Sie arbeitet als Verlagsleiterin und nebenbei in einer Werbeagentur. Sie ist Mitglied des Vereins Krimi Schweiz - Verein für schweizerische Kriminalliteratur, des Innerschweizer Schriftstellerinnen- und Schriftstellervereins (ISSV), des Vereins Autorinnen und Autoren der Schweiz (AdS) sowie der Vereinigungen Syndikat und Mörderische Schwestern. Sie lebt heute am Hallwilersee.

## Werke
- Sonnensturm. Liebig, Frauenfeld 2009; 
 überarbeitete Neuausgabe: Literaturwerkstatt, Immensee 2015, ISBN 978-3-9524230-5-9.
- Weisse Nächte. BookRix, München 2012, ISBN 978-3-86479-496-4.
- Spätsommerregen. BookRix, München 2012, ISBN 978-3-95500-040-0.
- Den Honig lecken die Schweine. Literaturwerkstatt, Küssnacht 2013, ISBN 978-3-9523927-6-8.
- Emilia. Eine Frau auf dem Weg zu sich selbst. Literaturwerkstatt, Immensee 2016, ISBN 978-3-9524230-6-6.
- Wir sind 50! - Ja, und? BookRix, München 2017, ISBN 978-3-7438-0134-9.
- 111 Orte im Kanton Schwyz, die man gesehen haben muss. Emons, Köln 2017, ISBN 978-3-7408-0116-8.
- 111 Orte in Nidwalden, die man gesehen haben muss. Emons, Köln 2019, ISBN 978-3-7408-0566-1.

### Kriminalromane

#### Einzel-Krimis
- Und trotzdem nicht Olivia. Edition Fischer, Frankfurt am Main 2006, ISBN 3-89950-150-0.
- Mord im Parkhotel. Literaturwerkstatt, Küssnacht 2010, ISBN 978-3-9523694-2-5.
- Der Teufel von Uri. Emons, Köln 2017, ISBN 978-3-7408-0179-3.
- Auf der Schwarzen Liste des Himmels. Cameo Verlag, Bern 2021, ISBN 978-3-906287-83-6.

#### Thomas-Kramer-Serie
- Engelfinger. Ein Fall für Thomas Kramer. Literaturwerkstatt, Küssnacht 2011, ISBN 978-3-9523694-6-3.
- Aschenputtel. Kramers zweiter Fall. Literaturwerkstatt, Küssnacht 2012, ISBN 978-3-9523927-2-0.
- Künstlerpech. Kramers dritter Fall. Literaturwerkstatt, Küssnacht 2013, ISBN 978-3-9523927-7-5.
- Rigigeister. Kramers vierter Fall. Literaturwerkstatt, Küssnacht 2014, ISBN 978-3-9524230-2-8.

#### Allegra-Cadisch-Serie
- Jakobshorn. Emons, Köln 2014, ISBN 978-3-95451-260-7.
- Mattawald. Emons, Köln 2015, ISBN 978-3-95451-482-3.
- Bärentritt. Emons, Köln 2015, ISBN 978-3-95451-777-0.

#### Valérie-Lehmann-Serie
- Herrengasse. Emons, Köln 2015, ISBN 978-3-95451-713-8.
- Klausjäger. Emons, Köln 2016, ISBN 978-3-95451-988-0.
- Muotathal. Emons, Köln 2017, ISBN 978-3-7408-0053-6.
- Einsiedeln. Emons, Köln 2018, ISBN 978-3-7408-0318-6.
- Itlimoos. Emons, Köln 2019, ISBN 978-3-7408-0509-8.
- Lauerzersee. Emons, Köln 2020, ISBN 978-3-7408-0784-9.
- Etzelpass.  Emons, Köln 2021, ISBN 978-3-7408-1262-1.
- Kaltbad. Emons, Köln 2022, ISBN 978-3-7408-1263-8.
- Reichenburg. Emons, Köln 2023, ISBN 978-3-7408-1947-7.
- Biberbrugg. Emons, Köln 2024, ISBN 978-3-7408-2315-3.

#### Max-von-Wirth-Serie
- Bürgenstock. Emons, Köln 2018, ISBN 978-3-7408-0413-8.
- Engelberg. Emons, Köln 2019, ISBN 978-3-7408-0625-5.
- Interlaken. Emons, Köln 2020, ISBN 978-3-7408-0929-4.
- Davosblues. Emons, Köln 2021, ISBN 978-3-96041-712-5.
- Tod an der Goldküste. Emons, Köln 2022, ISBN 978-3-7408-1407-6.
- Rosenlaui. Emons, Köln 2023, ISBN 978-3-7408-1757-2.
- Alpstein. Emons, Köln 2024, ISBN 978-3-7408-2107-4.
- Hohenklingen. Emons, Köln 2025, ISBN 978-3-7408-2382-5.